# Большой совет (Венеция)

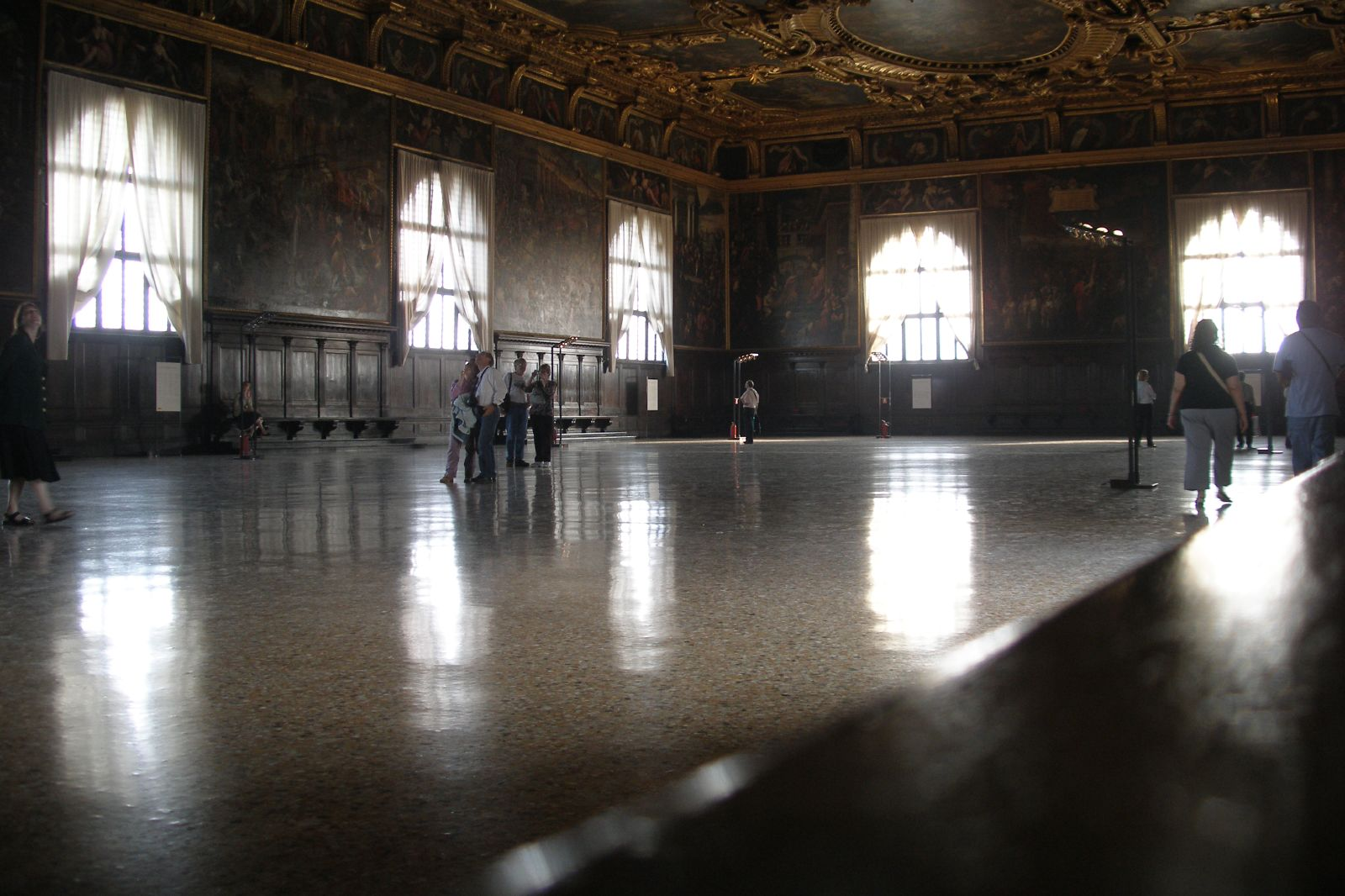
Зал Большого совета

Большой Совет, или Великий Совет (итал. Maggior Consiglio) — орган управления Венецианской республикой, который существовал в 1172—1797 годах.
Создание Большого совета было вызвано увеличением численности населения Венеции к XII веку, что потребовало реформы системы принятия важнейших решений. Право городской Коммуны контролировать органы власти было делегировано чиновникам, получившим титул мудрецов (sapientes). Большой совет был создан в 1172 году и стал избирать дожа, главных чиновников и представителей сестиере (районов Венеции). Первым дожем, избранным по этим правилам, стал Себастиано Дзиани. В XII веке Большой Совет заменил собой Народное собрание (Arengo). Большой совет избирал также советников дожа, членов Сената и Совета Десяти.
Большой Совет ратифицировал законы, одобренные Сенатом, создавал ведомства для новых территорий, определял военную и финансовую политику Венеции. Совет утверждал кандидатов на общественные должности, причислял новые семьи к патрициату и ведал помилованиями. На Большом Совете запрещалось покупать голоса и создавать альянсы для лоббирования законов. Следили за этим специальные адвокаты Коммуны. Также избирался Малый совет из дожа и шести его советников.
Вступить в Большой совет, не обладая значительным капиталом или семейными связями, было практически невозможно, в его состав входила только финансовая и родовая элита Венеции. Так, в 1293 году в Большой совет входили десять представителей семейства Фоскарини, одиннадцать Морозини и более восемнадцати Контарини. В 1286 году было предложено избирать в совет только тех, чьи предки по мужской линии когда-либо входили в него, однако оно было отвергнуто. В 1296 году дож Градениго снова выдвинул такое предложение и снова оно было отвергнуто. Это не смутило Градениго и 28 февраля 1297 года ему удалось добиться закрытия (serrata) Большого Совета: теперь члены Большого совета избирались Советом сорока и преимущество получали те, кто состоял в нём в предыдущие четыре года. Позже этот список расширили до всех потомков мужского пола людей, когда-либо входивших в состав Большого Совета, начиная с 25-летнего возраста. Теоретически в Большой совет могли быть выбраны представители остального населения, однако для этого требовалось одобрение дожа и его советников. В Совет могли попасть и 20-летние представители знатных родов, если они получали к этому возрасту должность адвоката, или если они на церемонии в день Святой Бороды вытягивали специальный жребий. Для формализации выборов в 1315 году был составлен список граждан Венеции, имеющих право быть избранными в Большой совет — «Золотая книга» (Libro d’Oro).
Новые правила способствовали увеличению численности Большого совета и к 1340 году число его членов возросло до 1212 человек (в 1296 году — 210, в 1311 году — 1017 человек) и для него построили огромный зал Большого Совета во дворце дожей. В 1493 году Большой Совет насчитывал уже 2600 человек.
После закрытия Большого Совета, когда членство в нём перестало зависеть от компетентности, а только от происхождения, Совет перестал исполнять истинные функции правительства и они перешли к другим органам.